# Heinrich Dietsch
Heinrich Dietsch (* 22. Juni 1912; Sterbedatum unbekannt), auch „Heiner“ gerufen, war ein deutscher Fußballspieler.

## Karriere
Dietsch, er war 1932 von Freie Turner Frankfurt nach Bornheim zum FSV Frankfurt gekommen, gehörte zu Beginn als Mittelfeldspieler dem FSV an, für den er zunächst in der vom Süddeutschen Fußball-Verband ausgetragenen Meisterschaft 1932/33 in der Bezirksliga Main/Hessen Punktspiele bestritt. Die Saison verlief für ihn und seine Mannschaft recht erfolgreich, da man aus der Gruppe Main als Sieger – noch vor Eintracht Frankfurt – hervorging, anschließend die Gruppe Nord/Süd innerhalb der Endrunde um die Süddeutsche Meisterschaft gewann, wie auch das am 30. April 1933 mit 1:0 gegen den TSV 1860 München, dem Sieger der Gruppe Ost/West, gewonnene Finale. In der sich anschließenden Endrunde um die Deutsche Meisterschaft wurde er nicht eingesetzt.
Von 1933 bis 1939 spielte er in der Gauliga Südwest, in einer von zunächst 16, später auf 23 aufgestockten Gauligen zur Zeit des Nationalsozialismus als einheitlich höchste Spielklasse im Deutschen Reich, anschließend von 1939 bis 1941 in der Staffel Mainhessen. Als Zweitplatzierter erzielte er am Saisonende 1938/39 mit der Mannschaft das beste Ergebnis. Die am 27. August 1939 mit dem ersten Spieltag begonnene Folgesaison wurde mit Beginn des Zweiten Weltkriegs nach dem ersten Spieltag unterbrochen und später in zwei Staffeln zu je sieben Mannschaften neu angesetzt. Am Saisonende schloss der FSV Frankfurt die Staffel Mainhessen als Drittplatzierter, danach als Fünftplatzierter, ab. Anschließend kam er von 1941 bis 1944 in der Gauliga Hessen-Nassau und zuletzt in der kriegsbedingt abgebrochenen Staffel 3 – Frankfurt, als KSG FSV/Eintracht Frankfurt, zum Einsatz.
Während seiner Vereinszugehörigkeit kam er in neun Spielen des Tschammerpokal-Wettbewerbs zum Einsatz. 1938 bestritt er alle sieben Spiele, wobei er am 28. August 1938 beim 3:0-Erstrunden-Sieg beim CSC 03 Kassel debütierte. Sein letztes Spiel war das Finale, das erst am 8. Januar 1939 im Berliner Olympiastadion ausgetragen wurde. Vor 40.000 Zuschauern unterlag er mit seiner Mannschaft dem SK Rapid Wien mit 1:3; obwohl Franz Dosedzal den FSV Frankfurt in der 17. Minute mit 1:0 in Führung brachte. In der berühmten Rapid-Viertelstunde gelangen Georg Schors (80.), Johann Hofstätter (85.) und Franz Binder (90.) innerhalb von zehn Minuten die nötigen Tore zum Sieg. Seine letzten beiden Spiele in diesen Wettbewerb bestritt er am 20. August 1939 beim 5:3-Erstrunden-Sieg über den Mülheimer SV 06 und am 3. Dezember bei der 0:4-Zweitrunden-Niederlage bei Fortuna Düsseldorf.
Von 1945 bis 1949 spielte er in der Fußball-Oberliga Süd, eine von zunächst drei, später fünf Staffeln als höchste deutsche Spielklasse. Das beste Ergebnis, das er mit seiner Mannschaft erzielte, war der siebte Platz am Saisonende 1947/48. Der Mannschaftskapitän absolvierte 127 Oberligaspiele (1 Tor) und übernahm nach dem Abschied als Spieler die Geschäftsführung bei den Bornheimern.

## Erfolge
- Süddeutscher Meister 1933
- Tschammerpokal-Finalist 1938